# Plai (okręg Hunedoara)
Plai – wieś w Rumunii, w okręgu Hunedoara, w gminie Blăjeni. W 2011 roku liczyła 156 mieszkańców.